# Le Prénom
Le Prénom is een Frans-Belgische film van Matthieu Delaporte en Alexandre de la Patellière die werd uitgebracht in 2012.
Het scenario is gebaseerd op het gelijknamige toneelstuk (2010) van Matthieu Delaporte en Alexandre de la Patellière.

## Verhaal
Élisabeth is lerares Frans en haar man Pierre is hoogleraar literatuur. Samen met hun twee jonge kinderen betrekken ze een ruim appartement in Parijs. Op een avond heeft Élisabeth haar broer Vincent en haar oude jeugdvriend en vriend des huizes Claude uitgenodigd voor een etentje. Vincents vrouw Anna wordt later op de avond verwacht.
Vincent is een zelfzekere, succesvolle makelaar die graag ingaat op de vragen die de anderen stellen over de zwangerschap van Anna. Anna verwacht hun eerste kindje en het wordt een zoontje. Wanneer de aanwezigen maar niet diens naam kunnen raden verbijstert Vincent iedereen door te verklappen dat het Adolphe wordt, naar de gelijknamige titel van de 19e-eeuwse zedenroman van Benjamin Constant.
Deze door iedereen als zeer ongepast ervaren voornaam veroorzaakt heel wat ophef en doet een discussie losbranden die algauw ontaardt in persoonlijke aanvallen en het opspitten van verdoken geheimen, frustraties en ander oud zeer. Een en ander escaleert wanneer het gezelschap onthult dat ze sinds lang de bijnaam 'la Prune' voor Claude hanteert, bijnaam die alludeert op zijn vermeende homoseksualiteit. Er zit voor Claude niets anders op dan te vertellen dat hij al een hele tijd een relatie heeft met een dame. Wanneer hij op ieders aandringen de naam van de dame opbiecht gaan de poppen pas echt aan het dansen.

## Rolverdeling
| Acteur                 | Personage                                                 |
| ---------------------- | --------------------------------------------------------- |
| Patrick Bruel          | Vincent Larchet                                           |
| Valérie Benguigui      | Élisabeth Garraud-Larchet, 'Babou'                        |
| Charles Berling        | Pierre Garraud, de man van Élisabeth                      |
| Guillaume de Tonquédec | Claude Gatignol, 'la Prune'                               |
| Judith El Zein         | Anna Caravatti, de vrouw van Vincent                      |
| Françoise Fabian       | Françoise Larchet, de moeder van Vincent en van Élisabeth |